# My Favorite Mistake
My Favorite Mistake è il primo singolo estratto dal terzo album The Globe Sessions della musicista americana Sheryl Crow, pubblicato nel 1998 dalla A&M Records.

## Il brano
Questo brano si è classificato 20º nella classifica Billboard Hot 100 negli Stati Uniti, mentre ha raggiunto il 2º posto in Canada e il 9º posto nella Official Singles Chart nel Regno Unito.
Ha avuto anche una nomination come "Best Female Pop Vocal Performance" ai Grammy Awards 1999.
Sono state pubblicate due versioni del singolo nel Regno Unito, la prima contiene due B-side inedite mentre la seconda due brani già inclusi nell'album The Globe Sessions, Subway Ride e Crash & Burn, il primo presente come traccia fantasma.

## Video
Nel video musicale del brano, diretto da Samuel Bayer, appare Sheryl che canta il brano e suona un basso vintage semiacustico in una stanza spoglia con solo due proiettori sullo sfondo, tutto in color seppia.

## Tracce
CD singolo 1 UK
1. My Favorite Mistake – 4:06 (Sheryl Crow, Jeff Trott)
2. In Need (Non album track) – 5:35 (Sheryl Crow)
3. Carolina (Non album track) – 3:55 (Sheryl Crow)

CD singolo 2 UK
1. My Favorite Mistake – 4:06
2. Subway Ride – 4:05
3. Crash and Burn – 6:37

## Classifiche
| Classifica (1998)                         | Posizione massima |
| ----------------------------------------- | ----------------- |
| Stati Uniti                               | 20                |
| Stati Uniti (BillBoard Mainstream Top 40) | 8                 |
| Regno Unito                               | 9                 |
| Canada (RPM)                              | 2                 |